# Barra de Santana
Pour les articles homonymes, voir Barra.
Barra de Santana est une ville brésilienne du sud-est de l'État de la Paraíba.
Sa population était estimée à 8 619 habitants en 2007. La municipalité s'étend sur 370 km2.